# 石田町 (名古屋市)
石田町（いしだちょう）は、愛知県名古屋市瑞穂区の地名。現行行政地名は石田町1丁目及び石田町2丁目。住居表示未実施地域。

## 地理
名古屋市瑞穂区南部に位置する。東は豊岡通、西は瑞穂通、南は洲山町、北は内方町に接する。

## 歴史

### 地名の由来
瑞穂町の旧字南石田・北石田に由来する。石の多い不良田が所在したことによると推測される。

### 沿革
- 1945年（昭和20年）9月26日 -  瑞穂区瑞穂町字大畔・横手・鍵田・南石田・北石田・山田および弥富町字中河原の各一部により、同区石田町1・2丁目として成立[1]。

## 世帯数と人口
2019年（平成31年）3月1日現在の世帯数と人口は以下の通りである。
| 町丁   | 世帯数  | 人口  |
| ------ | ------- | ----- |
| 石田町 | 318世帯 | 608人 |

### 人口の変遷
国勢調査による人口の推移
| 1950年（昭和25年） | 541人   | [ 9 ]  |  |
| 1955年（昭和30年） | 827人   | [ 9 ]  |  |
| 1960年（昭和35年） | 1,012人 | [ 10 ] |  |
| 1965年（昭和40年） | 1,073人 | [ 10 ] |  |
| 1970年（昭和45年） | 1,117人 | [ 11 ] |  |
| 1975年（昭和50年） | 1,060人 | [ 11 ] |  |
| 1980年（昭和55年） | 833人   | [ 12 ] |  |
| 1985年（昭和60年） | 752人   | [ 12 ] |  |
| 1990年（平成2年）  | 726人   | [ 13 ] |  |
| 1995年（平成7年）  | 744人   | [ 14 ] |  |
| 2000年（平成12年） | 723人   | [ 15 ] |  |
| 2005年（平成17年） | 659人   | [ 16 ] |  |
| 2010年（平成22年） | 649人   | [ 17 ] |  |

## 学区
市立小・中学校に通う場合、学校等は以下の通りとなる。また、公立高等学校に通う場合の学区は以下の通りとなる。
| 番・番地等 | 小学校               | 中学校               | 高等学校 |
| ---------- | -------------------- | -------------------- | -------- |
| 全域       | 名古屋市立豊岡小学校 | 名古屋市立萩山中学校 | 尾張学区 |

## 施設
- 中部電力瑞穂変電所[7]

## その他

### 日本郵便
- 郵便番号 : 467-0067[4]（集配局：瑞穂郵便局[20]）。